# 2007 en Pologne
Cet article présente les faits marquants de l'année 2007 en Pologne.

## Évènements
- Vendredi 5 janvier : le nouvel archevêque de Varsovie, Stanislaw Wielgus, nommé le 6 décembre 2006, reconnaît avoir été un collaborateur de l'ancienne police politique communiste.
- Dimanche 7 janvier : démission de l'archevêque de Varsovie, Stanislaw Wielgus, reconnu comme ancien collaborateur de la police communiste. Le pape reconduit le cardinal Glemp « jusqu'à la prise de nouvelles décisions ».
- Samedi 3 mars : le pape Benoît XVI nomme le nouvel archevêque de Varsovie, Kazimierz Nycz, en remplacement de Stanislaw Wielgus, contraint le 7 janvier à démissionner, le jour même de son intronisation, après la révélation de sa collaboration avec l'ancienne police de la dictature communiste.
- Jeudi 15 mars : la nouvelle loi sur la décommunisation du pays, dite « loi de lustration », entre en vigueur.
- Dimanche 1er avril : le nouvel archevêque de Varsovie, Kazimierz Nycz est intronisé.
- Vendredi 8 juin : visite du président George W. Bush, de retour du sommet du G8.
- Dimanche 21 octobre : élections législatives anticipées remportées par la Plate-forme civique, parti libéral de Donald Tusk avec 41,6 % des vois exprimées et 208 sièges. Le parti conservateur Droit et justice des frères Kaczynski obtient 32,04 % des voix et 164 sièges.